# Trolejbusy w Kabulu
Trolejbusy w Kabulu – zlikwidowany system trolejbusowy w stolicy Afganistanu, Kabulu. Funkcjonował w latach 1979–1993 i składał się z trzech linii trolejbusowych.

## Historia
W 1976 r. rozpoczęła się budowa systemu. Kabul był wówczas ponad 300-tysięczną metropolią. Do 1979 r. przedsiębiorstwo Elektrizace železnic Praha zbudowało trasę o długości około 6 km. Otwarcie odcinka sieci od Kina Pamir do Silo (wraz z zajezdnią) miało miejsce 9 lutego 1979 r., na linii eksploatowano 25 czechosłowackich trolejbusów typu Škoda 9Tr. Tym zakończył się pierwszy etap budowy. Dalsze prace w ramach drugiego etapu musieli wykonać Afgańczycy już bez zagranicznej pomocy. Po zakończeniu budowy funkcjonowały trzy linie. Trolejbusy cieszyły się popularnością, czemu sprzyjał niewielki koszt biletów. Sytuacja jednak pogorszyła się w wyniku wojny i rozpadu kraju. Około 1988 roku z 86 dostarczonych trolejbusów 9Tr w eksploatacji pozostawało 80. W 1993 r. system został zlikwidowany, a nieczynne trolejbusy zaczęły niszczeć w zajezdni. Po zakończeniu wojny, na początku XXI wieku planowano ponowne uruchomienie trolejbusów, w którym miały mieć swój udział czeskie firmy.
27 czerwca 1977 r. grupa szczecińskich alpinistów pod wodzą doc. dr. Tadeusza Rewaja, wybierających się w góry Hindukusz, odbyła podróż w jednym z trolejbusów 9Tr, który był transportowany na platformie z portu w Hairatanie do Kabulu. Alpiniści przejechali w ten sposób 600 km, docierając po 20 godzinach do celu.